# Empoasca neogaea
Empoasca neogaea är en insektsart som beskrevs av Rowland Southern 1982. Empoasca neogaea ingår i släktet Empoasca och familjen dvärgstritar. Inga underarter finns listade i Catalogue of Life.